# Wiesing
Wiesing ist eine Gemeinde mit 2192 Einwohnern (Stand 1. Jänner 2024) im Bezirk Schwaz, Tirol (Österreich).

## Geografie
Wiesing liegt im mittleren Unterinntal nördlich des Inns, beim Eingang ins Zillertal, am Südfuß des Rofangebirges. Die Südgrenze bildet der Inn in einer Höhe von knapp über 500 Meter. Nach Norden steigt das Land auf fast 2000 Meter an, die höchste Erhebung ist das Ebner Joch (1957 m). Die Gemeinde liegt im Gerichtsbezirk Schwaz.
Die Fläche beträgt 10,36 Quadratkilometer. Davon sind 58 Prozent bewaldet, 18 Prozent sind landwirtschaftliche Nutzfläche.

### Gemeindegliederung
Das Gemeindegebiet umfasst folgende acht Ortschaften (Einwohner Stand 1. Jänner 2024):
- Astenberg (28)
- Bradl (76)
- Dikat (93)
- Ehrenstall (3)
- Erlach (286)
- Rofansiedlung (20)
- Tiergarten (6)
- Wiesing (Hauptort) (1680)

| Katastralgemeinden  | Ortschaften in der Gemeinde                                                   |
| ------------------- | ----------------------------------------------------------------------------- |
| Wiesing (10,36 km²) | Bradl (R) Dikat (R) Rofansiedlung (Sdlg) Erlach (D) Astenberg (W) Wiesing (D) |
| Legende             |                                                                               |

| In der Spalte Katastralgemeinden sind sämtliche Katastralgemeinden einer Gemeinde angeführt. In der Klammer ist die jeweilige Fläche in km² angegeben. |
| In der Spalte Ortschaften sind sämtliche von der Statistik Austria erfassten Siedlungen, die auch eine eigene Ortschaftskennziffer aufweisen, angeführt. In der Hierarchieebene derselben Spalte, rechts eingerückt, werden nur Ansiedlungen, die mindestens aus mehreren Häusern bestehen, dargestellt. Die wichtigsten der verwendeten Abkürzungen sind: - M = Hauptort der Gemeinde - Stt = Stadtteil - R = Rotte - W = Weiler - D = Dorf - ZH = Zerstreute Häuser - Sdlg = Siedlung - Hgr = Häusergruppe - E = Einzelgehöft (nur wenn sie eine eigene Ortschaftskennziffer haben) Die komplette Liste der Statistik Austria ist in: Topographische Siedlungskennzeichnung nach STAT Zu beachten ist, dass manche Orte unterschiedliche Schreibweisen haben können. So können sich Katastralgemeinden anders schreiben als gleichnamige Ortschaften bzw. Gemeinden. Quelle: Statistik Austria – |

### Nachbargemeinden
| Eben am Achensee |                                             |              |
| Jenbach          | Kompassrose, die auf Nachbargemeinden zeigt | Münster (KU) |
| Buch in Tirol    | Strass im Zillertal                         |              |

## Geschichte
Die Ausgrabung einer durch einen Brand zerstörten Siedlung zeigt, dass das Gebiet schon 1700 vor Christus besiedelt war.
Wiesing wird erstmals in den Jahren 930/31 als „Vuisinga“ anlässlich einer Besitzübertragung an das Erzstift Salzburg urkundlich erwähnt, als eine gewisse Himiltrud ihren dortigen Besitz sowie weitere Güter in Bozen, Mils, Vomp und Schwaz an Erzbischof Odalbert übergibt. Es liegt der altbairische Personenname Wiso zugrunde, der besonders oft in Urkunden der Freisinger Traditionen auftaucht.
Im 11. Jahrhundert wurde eine dem hl. Vitus geweihte Kirche gebaut, 1311 erfolgte ein Neubau der Kirche, die den hl. Martin und Nikolaus geweiht wurde. Zur Pfarre erhoben wurde Wiesing 1672.

### Bevölkerungsentwicklung
| Wiesing: Einwohnerzahlen von 1869 bis 2024          | Wiesing: Einwohnerzahlen von 1869 bis 2024 | Wiesing: Einwohnerzahlen von 1869 bis 2024 | Wiesing: Einwohnerzahlen von 1869 bis 2024 | Wiesing: Einwohnerzahlen von 1869 bis 2024 |
| --------------------------------------------------- | ------------------------------------------ | ------------------------------------------ | ------------------------------------------ | ------------------------------------------ |
| Jahr                                                |                                            |                                            |                                            | Einwohner                                  |
| 1869                                                | 1869                                       |                                            | 450                                        | 450                                        |
| 1880                                                | 1880                                       |                                            | 488                                        | 488                                        |
| 1890                                                | 1890                                       |                                            | 534                                        | 534                                        |
| 1900                                                | 1900                                       |                                            | 535                                        | 535                                        |
| 1910                                                | 1910                                       |                                            | 527                                        | 527                                        |
| 1923                                                | 1923                                       |                                            | 530                                        | 530                                        |
| 1934                                                | 1934                                       |                                            | 592                                        | 592                                        |
| 1939                                                | 1939                                       |                                            | 694                                        | 694                                        |
| 1951                                                | 1951                                       |                                            | 655                                        | 655                                        |
| 1961                                                | 1961                                       |                                            | 809                                        | 809                                        |
| 1971                                                | 1971                                       |                                            | 1.105                                      | 1.105                                      |
| 1981                                                | 1981                                       |                                            | 1.300                                      | 1.300                                      |
| 1991                                                | 1991                                       |                                            | 1.569                                      | 1.569                                      |
| 2001                                                | 2001                                       |                                            | 1.768                                      | 1.768                                      |
| 2011                                                | 2011                                       |                                            | 2.043                                      | 2.043                                      |
| 2021                                                | 2021                                       |                                            | 2.170                                      | 2.170                                      |
| 2024                                                | 2024                                       |                                            | 2.192                                      | 2.192                                      |
| Quelle(n): Statistik Austria, Gebietsstand 1.1.2021 |                                            |                                            |                                            |                                            |

## Kultur und Sehenswürdigkeiten

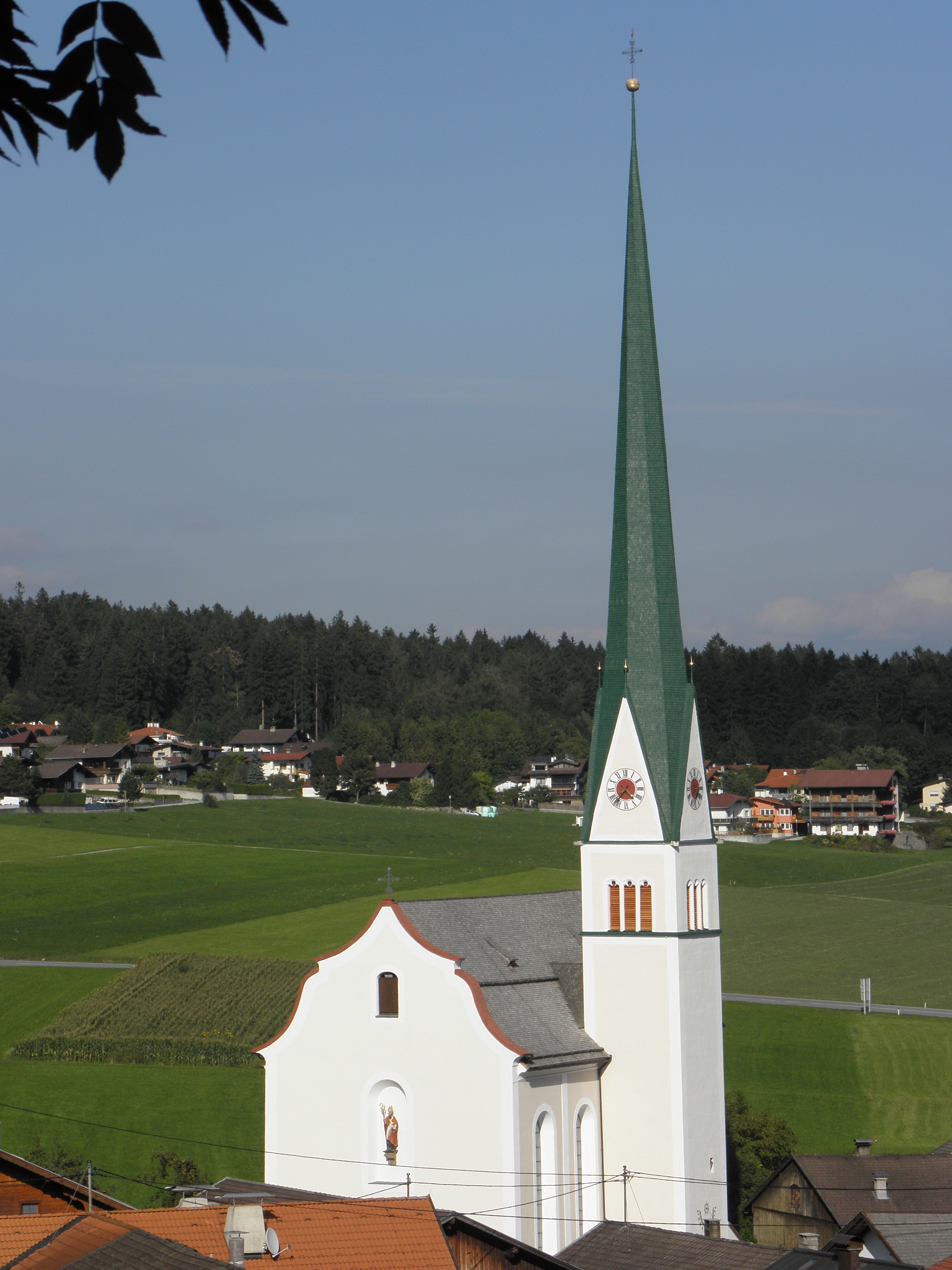
Pfarrkirche Wiesing

- Katholische Pfarrkirche Wiesing Hll. Martin und Nikolaus
- Schützenkapelle Erlach mit Gedenktafel zum Schützenhauptmann Felderer
- Keltische Wehranlage auf dem Buchberg: Ab 1981 wurde auf dem nördlich des Inn gelegenen Inselberg Buchberg bei Wiesing eine durch die Anlage eines Steinbruchs freigelegte Anlage untersucht. Seit 1984 ist das Areal durch den Ausbau des Steinbruchs zerstört. Auf der Kuppe am westlichen Ende des Berges wurden zwei Mauergevierte ergraben. Die Funde ergaben eine Besiedlung ab dem 2. Jahrhundert v. Chr., die Keramik weist auf die Späthallstatt- bis Frühlatènezeit hin. Die auf einem Kalksteinsockel errichtete massive, offenbar bei einem kriegerischen Vorfall verbrannte Palisade schloss ein 25 × 25 m großes Geviert ein. Die Anlage war nach der Lage der Pfeiler nicht überdacht, an der Ostseite bestand ein Zugang. Hier wurden auch die meisten Artefakte, hauptsächlich Keramikscherben, gefunden. Eine Deutung als Kultbezirk ist fraglich, eher wird ein Wehrbau angenommen. Das Fehlen von Brandopferplätzen, die geringen Keramikfunde, vor allem aber 13 Pfeil- und eine Lanzenspitze an der Ostmauer verstärken diese Annahme. Nach der offenbar durch feindliche Eroberung erfolgten Zerstörung des Mauerwerkes wurde vor der Ostmauer ein Kalksteinwall errichtet, dem ein System von drei Gräben vorgelagert war. Ein weiterer davor liegender Schutzwall bestätigt die Funktion als Wehranlage.[6]

## Wirtschaft und Infrastruktur
Wiesing profitiert verkehrsmäßig von seiner Lage mit mehreren Klein- und Mittelbetrieben, daneben gibt es viele Auspendler.
Von der A 12 Inntalautobahn führen die B 169 ins Zillertal und B 181 zum Achensee. Die Kanzelkehre an der Achenseestraße bietet einen Ausblick auf das Inntal und den Eingang des Zillertals. Über die Westbahn mit der Haltestelle Münster-Wiesing besteht Anschluss an die S-Bahn.
Der Tourismus ist ganzjährig bedeutsam für die Gemeinde. Im Schnitt gab es in den Jahren 2011 bis 2020 jährlich rund 40.000 Übernachtungen. Diese entfielen auf zwei Saisonen, wobei die Sommersaison etwas stärker ist.

## Politik

### Gemeinderat
In den Gemeinderat werden seit 2016 fünfzehn Mandatare gewählt.
| Partei                                                         | 2022  | 2022    | 2016  | 2016    | 2010  | 2010    |
| Partei                                                         | %     | Mandate | %     | Mandate | %     | Mandate |
| -------------------------------------------------------------- | ----- | ------- | ----- | ------- | ----- | ------- |
| Unabhängige Wiesinger Liste Bürgermeister Alois Aschberger     |       |         | 52,90 | 9       | 75,88 | 10      |
| Unabhängige Wiesinger Liste Team Bürgermeister Stefan Schiestl | 44,98 | 8       |       |         |       |         |
| Wir für Wiesing                                                | 14,76 | 2       | 25,25 | 4       | 24,12 | 3       |
| Wiesing Leben                                                  | 21,63 | 3       | 11,69 | 1       |       |         |
| Freie Liste Wiesing – FPÖ                                      | 08,15 | 1       | 9,15  | 1       |       |         |
| Menschen Freiheit Grundrechte                                  | 10,47 | 1       |       |         |       |         |

### Bürgermeister
- 1977–2004 Johann Flöck
- 2004–2021 Alois Aschberger
- seit 2021 Stefan Schiestl

### Wappen
Das 1930 verliehene Gemeindewappen symbolisiert mit der Wiese als redendes Wappen den Ortsnamen in volksetymologischer Deutung. Die Mauer und der Tiroler Adler erinnern an den um 1580 von Ferdinand II. errichteten landesfürstlichen Tiergarten auf dem Buchberg.

### Partnergemeinden
Harsum in Niedersachsen, Deutschland, ist Partnergemeinde von Wiesing.

## Abbildungen

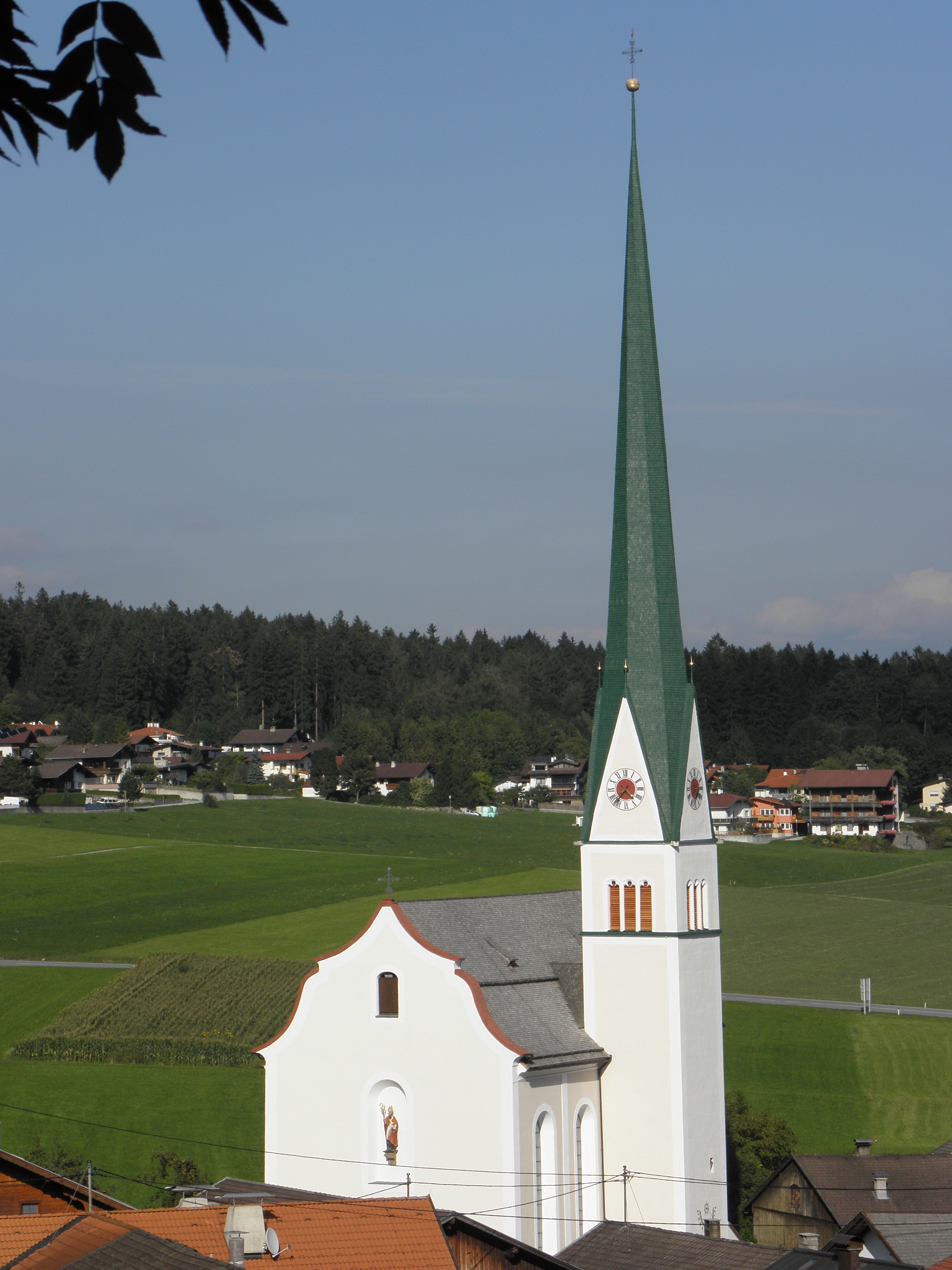
Pfarrkirche hll. Martin und Nikolaus
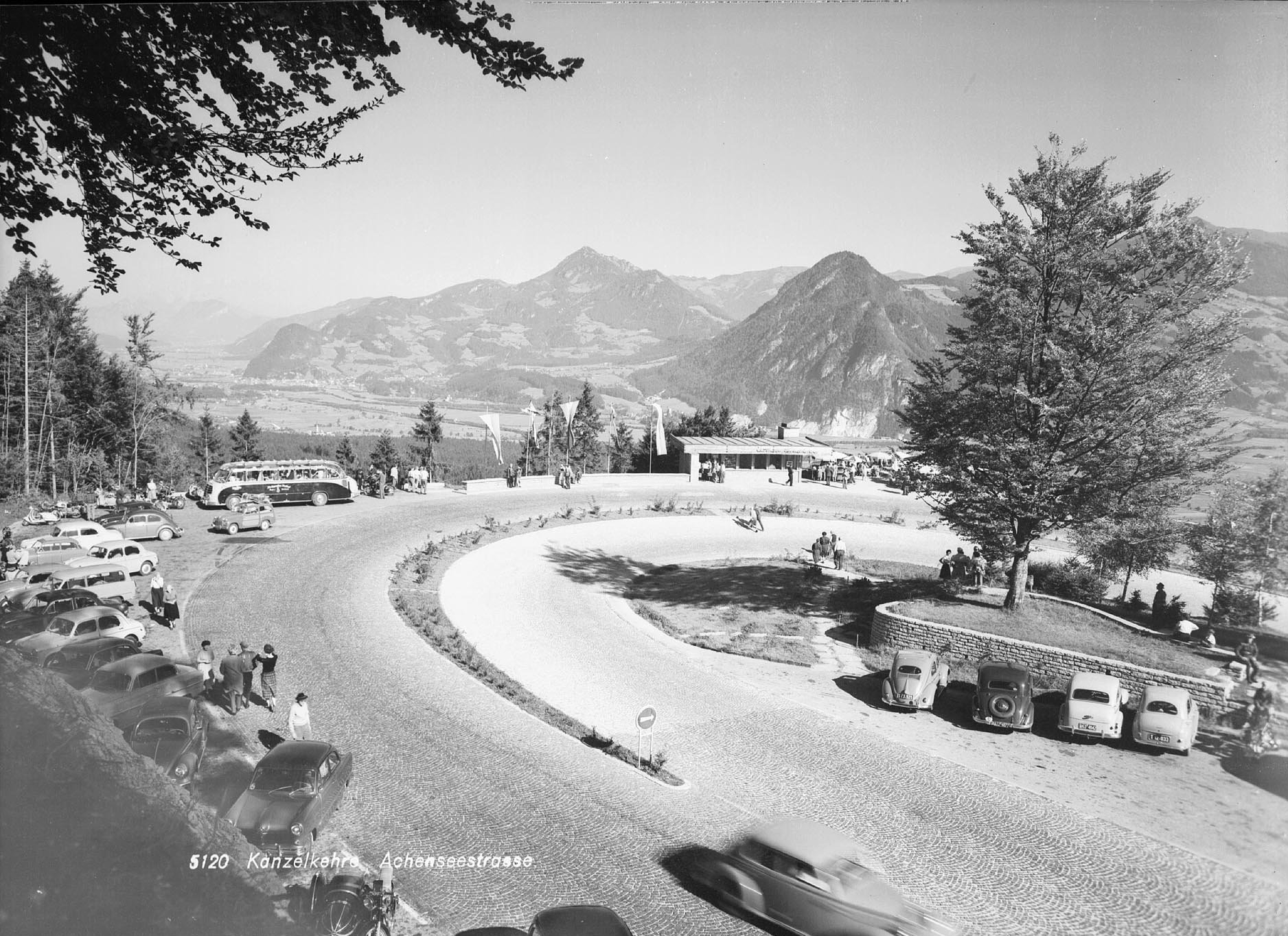
Kanzelkehre (etwa Anfang der 1960er Jahre)

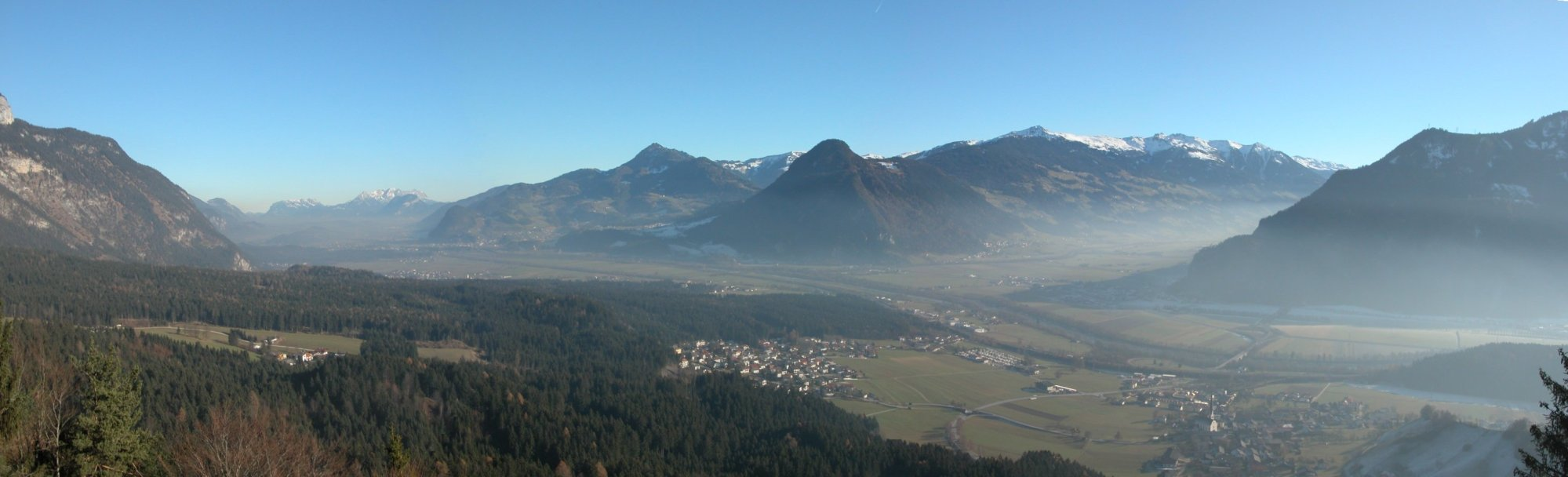
Blick auf das Unterinntal, rechts unten das Dorf Wiesing